# Vicente Escudero
Vicente Escudero   (Valladolid, 27 d'octubre de 1892 - Barcelona, 4 de desembre de 1980) va ser un ballarí i coreògraf de flamenc espanyol. La seva trajectòria es va desenvolupar en els cinquanta primers anys del segle XX, en què va introduir una nova manera d’interpretar el flamenc que va enriquir i transgredir el gènere.

## Biografia
Escudero va començar a ballar sent un nen que aprenia de manera quasi autodidacta, ja què els seus primers “tablaos” van ser les tapes de les clavegueres.
Quan tenia deu anys, ja es guanyava la vida amb el seu art, escapant-se a ballar per pobles i fires. Després de treballar un breu temps en algunes impremtes com a tipògraf, va decidir dedicar-se plenament al ball, contradient a la voluntat paterna.
El seu interès per adquirir coneixements de l'autèntica essència del flamenc el va portar a freqüentar cafès i a conviure durant un temps amb els gitanos del Sacromonte a Granada.

## Trajectòria
Gràcies al seu talent i improvisacions en els moviments desconcertava als guitarristes. Després de coincidir en un cafè amb  Antonio Bilbao, aquest es va convertir en el seu mestre i referent, i li va ensenyar els secrets del flamenc.
Al 1908 es va escapar a Lisboa per evitar realitzar el servei militar i després es va traslladar a París (que bullia d’activitat en plena Belle Époque) sent gratament acollit en les sales de festes i cabarets. Allà va coincidir amb Picasso, Miró, Juan Gris i va començar a elaborar els seus propis símbols pintant els seus balls abans d’interpretar-los. Els moviments avantguardistes del moment- cubisme, dadaisme, surrealisme- van ser la seva inspiració i va traslladar els seus conceptes a la seva dansa. El 1920 va conèixer a Carmita García “la meitat del meu ball” -com la definiria ell mateix- qui va ser la seva companya de vida i de feina; junt a ella va guanyar el Concurs Internacional de Dansa del Teatre Olympia de París.
Falla es va posar amb contacte amb ell perquè coreografies El amor brujo, què va estrenar juntament amb Antònia Mercè “La Argentina”, el 25 de maig de 1925 en el Trianon- Lyrique de París.
“Precís de ballar amb el cor i sense respirar” va ser el seu sentiment inspirador el 1940 per donar moviment a la Seguiriya, palo del flamenc què fins llavors no havia estat mai ballat.
Escudero a més a més de cantar flamenc, va participar en varies pel·lícules i documentals, també va ser docent, i fins i tot va escriure diverses conferències i llibres sobre dansa -entre ells el seu conegut decàleg sobre el “Ballar en home” de 1951.
Va morir a Barcelona el 4 de desembre del 1980 i està enterrat al Panteó d’Homes il·lustres de Valladolid.